# Anthobiodes
Anthobiodes es un género de escarabajos de la familia Chrysomelidae. En 1887 Weise describió el género. Lista de especies:
- Anthobiodes angustus Allard, 1876
- Anthobiodes heydeni Allard, 1870
- Anthobiodes turcicus Medvedev, 1975